# BMW R NineT
La BMW R NineT è una motocicletta realizzata dalla BMW Motorrad nel 2014.

## Sviluppo
La NineT è stata costruita per commemorare il novantesimo anniversario dell'entrata in attività della divisione motociclistica della famosa azienda bavarese. 

## Tecnica
Il design della moto è stato realizzato in maniera tale da dare un'aria vintage al mezzo. Il telaio è costituito da un traliccio in acciaio realizzato in quattro parti che utilizza il motore come elemento portante. Il telaietto ausiliario del passeggero è smontabile in maniera tale da avere sia la configurazione monoposto che quella biposto. La forcella è collegata al cannotto con due piastre in alluminio lavorato. 
Sempre in alluminio sono anche il serbatoio e la pedaliera posteriore. L'impianto frenante è costituito da pinze monoblocco Brembo a 4 pistoncini con ABS Bosch 9MP che agisce sulla ruota anteriore. 
Il propulsore è un bicilindrico boxer da 110 cv di potenza e 119 Nm di coppia. L'impianto di scarico laterale è fornito dalla Akrapovič.
Nella versione 2021, il motore boxer è stato progettato per soddisfare i requisiti della omologazione EU-5. La potenza massima è ora di 109 CV a 7250 rpm mentre la coppia massima rimane di 116 Nm a 6000 rpm.